# Jimmy Clanton
James Reed „Jimmy“ Clanton (* 2. September 1938 in Baton Rouge, Louisiana) ist ein US-amerikanischer Sänger.

## Leben
1956 gründete er seine erste Band The Dixie Cats, später auch The Rockets genannt, als Schüler der Baton Rouge High School.
Sein mit 19 Jahren für das Ace Records Label geschriebener Hit Just A Dream erreichte Platz 4 der Billboard Charts und war bereits drei Monate später über eine Million Mal verkauft worden. 
1959 verkörperte er die Titelrolle in dem Musikfilm Go, Jimmy, Go über einen aufstrebenden jungen Rock-’n’-Roll-Sänger, an seiner Seite spielten in dem Film unter anderem Alan Freed, Chuck Berry, Ritchie Valens und Eddie Cochran. Sein zweiter und letzter Film wurde im Jahr 1961 die Komödie Teenage Millionaire, in der er abermals in der Hauptrolle einen Sänger spielte. Von 1961 bis 1963 war er beim Militärdienst, veröffentlichte aber währenddessen weitere Singles.
Clanton wurde als einer der wenigen weißen Sänger des R&B/Rock & Roll Sounds von New Orleans bekannt und bekam den Spitznamen „Swamp Pop R&B Teenage Idol“. Er stand später mit der Dick Clark’s American Band und Größen wie Fats Domino, Jerry Lee Lewis und The Platters auf der Bühne.
Insbesondere mit dem Lied Venus in Blue Jeans (1962) wurde er weltweit bekannt und stand auf dem Höhepunkt seiner Karriere. Nach der British Invasion konnte er keine Hits mehr landen. Seinen eigenen Aussagen zufolge machten sich bei ihm Entmutigung und Verzweiflung breit. In den 1970er-Jahren arbeitete er als DJ. 
Ausgelöst durch eine Fernsehsendung über Jesus fand er ab 1980 Halt im christlichen Glauben und war bis 1994 für die Lakewood Church in Houston tätig. Seit 1994 tritt er wieder in Oldies-Shows auf und gibt Konzerte.
Im April 2007 wurde Clanton in die Louisiana Music Hall of Fame aufgenommen. Er lebt mit seiner Ehefrau Roxanne in den USA.

## Diskografie

### Singles
- 1957: I Trusted You / That's You Baby
- 1958: Just A Dream / You Aim To Please
- 1958: A Letter To An Angel / A Part Of Me
- 1958: Just A Dream / You Aim To Please
- 1959: My Love Is Strong / Ship On A Stormy Sea
- 1960: Another Sleepless Night / I'm Gonna Try
- 1960: What Am I Gonna Do / If I
- 1960: Come Back / Wait
- 1961: Twist On Little Girl / Wayward Love
- 1961: Lucky In Love With You / Not Like A Brother
- 1961: Don't Look At Me / I Just Wanna Make Love
- 1962: Venus In Blue Jeans / Highway Bound
- 1962: Darkest Street In Town / Dreams Of A Fool
- 1962: Just A Moment (Of Your Time) / Because I Do
- 1963: Cindy / I Care Enough (To Give The Very Best)
- 1963: Another Day, Another Heartache / This Endless Night
- 1963: Red Don't Go With Blue / All The Words In The World
- 1964: I'll Step Aside / I Won't Cry Anymore
- 1964: If I'm A Fool For Loving You / A Million Drums
- 1964: Follow The Sun / Lock The Windows, Lock The Doors
- 1967: The Absence Of Lisa / C'mon Jim
- 1968: I'll Be Loving You / Calico Junction
- 1969: Curly / I'll Never Forget Your Love
- 1969: Tell Me / I'll Never Forget Your Love

### Alben
- 1959: Just A Dream
- 1960: Jimmy's Blue
- 1960: Jimmy's Happy
- 1961: Teenage Millionaire (OST) (vier Lieder)
- 1962: Venus In Blue Jeans
- 2014: Everybody Needs Love

## Filmographie
- 1959: Go, Johnny, Go!
- 1961: Teenage Millionaire